# Hacknet
Hacknet est un jeu vidéo de simulation développé par Team Fractal Alligator et édité par Surprise Attack Games, sorti en 2015 sur Windows, Mac et Linux.

## Synopsis
Bit, un hacker récemment décédé, dont la mort décrit par les médias n'était peut-être pas l'accident dont les arguments avancés ne tiennent pas debout. Lorsque vous êtes contacté(e) par son « spectre » (une mesure de sécurité automatisée), vous vous retrouvez happé(e) dans le monde trouble et obscur de l'underground.
C'est ainsi que le jeu vous laisse accomplir les tâches de Bit mais aussi d'autres hackers et organisations.

## Système de jeu
Hacknet est un simulateur de piratage informatique immersif en mode terminal. L'écran principal se compose d'un terminal et de trois interfaces graphiques donnant la quantité de RAM utilisé et les application active, une carte des différents serveurs et ordinateurs découvert et une fenêtre nous montrant la machine actuellement sélectionnée.

## Accueil
- Canard PC : 8/10[2]
- GameSpot : 8/10[3]